# Philippe van Lansberge

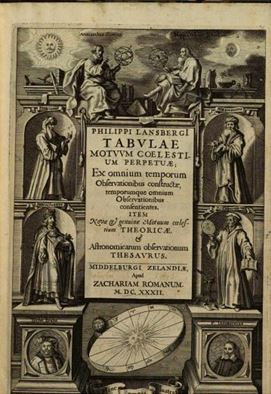
Portada de Tabulae Motuum coelestium perpetua, obra de Lansberge

Johan Philip Lansberge (25 de agosto de 1561-8 de diciembre de 1632) fue un astrónomo y matemático holandés, ordenado ministro calvinista. Su apellido es a veces escrito como Lansberg, y su nombre como Philip o Johannes Philippus. Publicó bajo el nombre latino Philippus Lansbergius.
Es conocido por ser el autor de un conjunto de tablas astronómicas, Tabulae motuum coelestium perpetuæ, para pronosticar posiciones planetarias. Posteriormente se comprobó que contenían ciertos errores, en parte porque equivocadamente no aceptó el descubrimiento de Kepler de las órbitas elípticas.
Martinus Hortensius fue uno de sus alumnos, con quien colaboró posteriormente.

## Semblanza

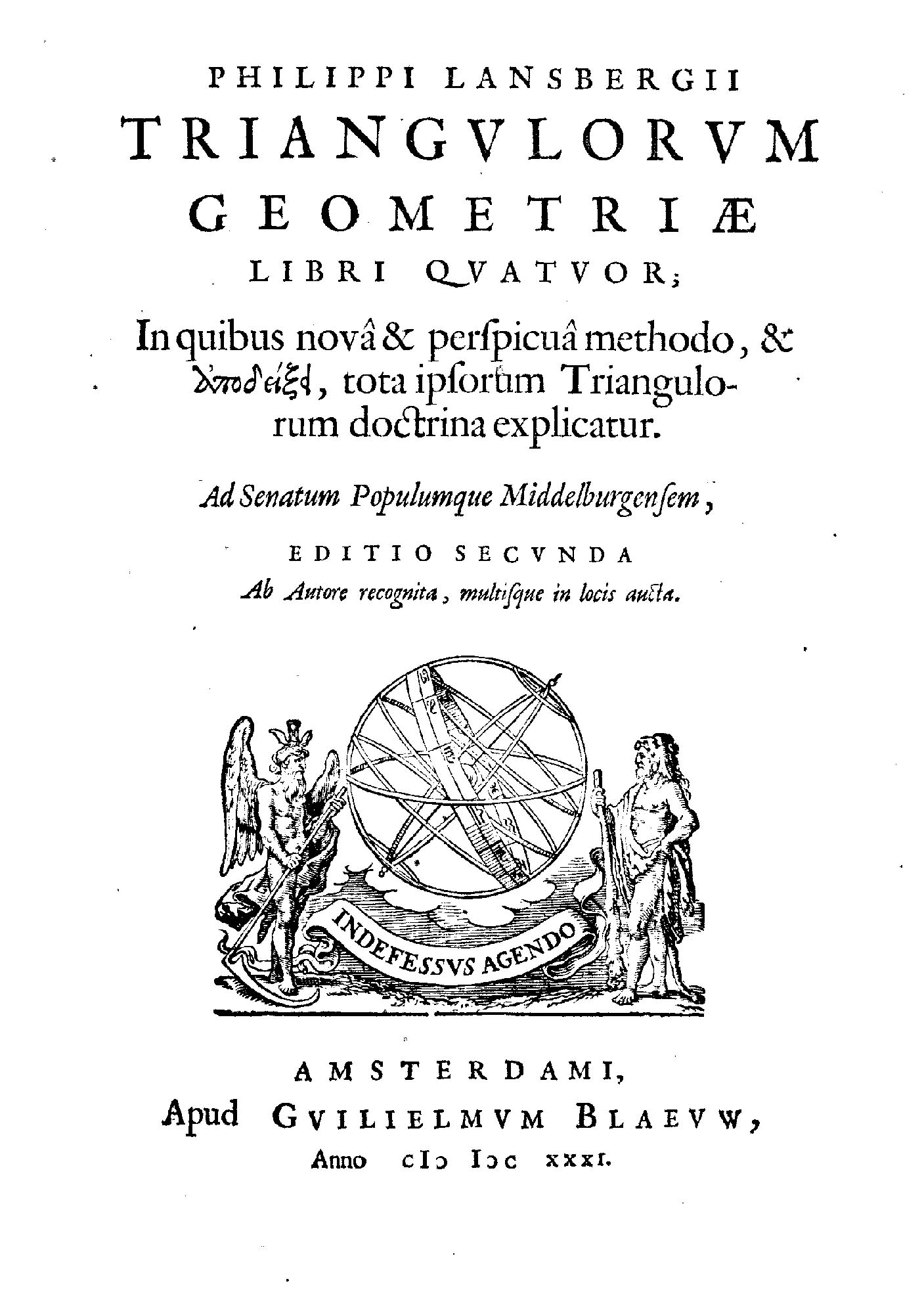
Triangulorum geometriae libri quatuor, 1631

Van Lansberge nació en Gante (actualmente Bélgica) en 1561. Creció en Francia y estudió en Inglaterra. Después del sitio de Amberes en 1585, se trasladó a la parte norte de los Países Bajos. Se instaló en Leiden durante un corto período, desde donde se dirigió a Goes para ordenarse predicador. 
Lansbergen vivió allí hasta 1613. En aquel año, fue despedido por mostrarse en desacuerdo con la elección de un alcalde. Con cincuenta y dos años, decidió mudarse a Middelburg para dedicarse a la investigación astronómica, actividad que continuó hasta el fin de su vida.
Apoyaba la teoría heliocéntrica de Copérnico, quien afirmaba que la Tierra gira alrededor del Sol. Esta teoría era polémica tanto en círculos católicos como protestantes, donde la teoría geocéntrica había sido más ampliamente sostenida.
Se casó con Sara Lievaerts en 1586 y tuvieron seis hijos y cuatro hijas. Adquirió una gran reputación gracias a su pericia y a sus conocimientos, no solo en cuestiones eclesiásticas, si no especialmente en matemáticas y física. En 1611, su hijo Pieter (1587) se convirtió en predicador en Goes. Jacob, otro de sus hijos, también se mudó a Goes, pero se dedicó a la medicina. Su hijo mayor, también llamado Philippus, era predicador en Kloetinge y murió allí en 1647.
Lansbergen escribió varios libros. Uno de ellos, "Consideraciones sobre los movimientos diarios y anuales de la Tierra", tuvo gran difusión. Se puede afirmar que Lansbergen fue el primer autor holandés que escribió un libro popular sobre los movimientos de los planetas alrededor del Sol.
Kepler y Galileo, que vivieron en la misma época, estuvieron muy interesados en el trabajo de Lansbergen. Basándose en sus tablas, podían pronosticar los movimientos de los planetas con más exactitud.
Probablemente vivió en el "Spanjaardstraat" de Middelburg. Tuvo contactos frecuentes con numerosos simpatizantes, como el poeta holandés Jacob Cats, quien escribió tres poemas dedicados al "muy sensato, famoso, y honorable Philippus Lansbergen".
Murió en Middelburg en diciembre de 1632.

## Eponimia
- El Observatorio Público Philippus Lansbergen en Middleburg lleva su nombre.
- El cráter lunar Lansberg también lleva el nombre del astrónomo en su memoria.[2]